# العلاقات الجنوب سودانية السريلانكية
العلاقات الجنوب سودانية السريلانكية هي العلاقات الثنائية التي تجمع بين جنوب السودان وسريلانكا.

## مقارنة بين البلدين
هذه مقارنة عامة ومرجعية للدولتين:
| وجه المقارنة                                              | جنوب السودان                  | سريلانكا                         |
| --------------------------------------------------------- | ----------------------------- | -------------------------------- |
| المساحة (كم2)                                             | 619.75 ألف                    | 65.61 ألف                        |
| عدد السكان (نسمة)                                         | 12.58 مليون                   | 21.44 مليون                      |
| الكثافة السكانية (ن./كم²)                                 | 20.3                          | 326.78                           |
| العاصمة                                                   | جوبا                          | سري جاياواردنابورا كوتي، كولمبو  |
| اللغة الرسمية                                             | لغة إنجليزية                  | اللغة السنهالية، اللغة التاميلية |
| العملة                                                    | جنيه جنوب سوداني، جنيه سوداني | روبية سريلانكي                   |
| الناتج المحلي الإجمالي (بليون دولار)                      | 2.90 مليار                    | 87.17 مليار                      |
| الناتج المحلي الإجمالي (تعادل القوة الشرائية) بليون دولار | 22.88 مليار                   | 246.62 مليار                     |
| الناتج المحلي الإجمالي الاسمي للفرد دولار أمريكي          | 73                            | 3.93 ألف                         |
| الناتج المحلي الإجمالي للفرد دولار أمريكي                 | 2.02 ألف                      | 11.11 ألف                        |
| مؤشر التنمية البشرية                                      | 0.467                         | 0.757                            |
| رمز المكالمات الدولي                                      | +211                          | +94                              |
| رمز الإنترنت                                              | .ss                           | .lk،                             |
| المنطقة الزمنية                                           | ت ع م+03:00                   | ت ع م+05:30                      |

## منظمات دولية مشتركة
يشترك البلدان في عضوية مجموعة من المنظمات الدولية، منها:
| علم المنظمة | اسم المنظمة                               | تاريخ انضمام جنوب السودان | تاريخ انضمام سريلانكا |
| ----------- | ----------------------------------------- | ------------------------- | --------------------- |
|             | مؤسسة التنمية الدولية                     | 18 أبريل 2012             | 27 يونيو 1961         |
|             | يونسكو                                    | 27 أكتوبر 2011            | 14 نوفمبر 1949        |
|             | وكالة ضمان الاستثمار متعدد الأطراف        | 18 أبريل 2012             | 27 مايو 1988          |
|             | الأمم المتحدة                             | 14 يوليو 2011             | 14 ديسمبر 1955        |
|             | الاتحاد البريدي العالمي                   | ?                         | ?                     |
|             | البنك الدولي للإنشاء والتعمير             | 18 أبريل 2012             | 29 أغسطس 1950         |
|             | الاتحاد الدولي للاتصالات                  | 3 أكتوبر 2011             | 1897                  |
|             | مؤسسة التمويل الدولية                     | 18 أبريل 2012             | 20 يوليو 1956         |
|             | المركز الدولي لتسوية المنازعات الاستشارية | 18 مايو 2012              | 11 نوفمبر 1967        |
|             | منظمة الشرطة الجنائية الدولية             | ?                         | ?                     |

## وصلات خارجية
- موقع وزارة الخارجية الجنوب سودانية
- موقع وزارة الخارجية السريلانكية